# Aqabai-szoros
Az Aqabai-szoros Mekka és Mína határán, hat km-re a Kába szentélyétől található. 
Itt található az a három kőoszlop (ma már kőfal), melyet a muszlimok zarándoklatuk során megköveznek emlékezve Ábrahám próféta áldozatára. Az iszlám tanításai szerint ugyanis Isten megparancsolta Ábrahámnak, hogy áldozza fel elsőszülött fiát, Izmaelt. Amint épp az Aqabai-szoroson haladt át Mekkából kijövet, megkísértette a Sátán, majd annak fia és unokája. A kőoszlopok megkövezése a Sátán elutasításának gesztusa és kiemelkedő pontja a zarándoklatnak, ahol a háromszor hét kavics eldobása után a muszlimok elmélyülten meditálnak és fohászkodnak.
A mekkai zarándoklat során ugyanebben a szorosban kötött egyezséget Mohamed próféta egy hatfős medinai delegációval, mely meghívta őt, hogy békítse ki a városukban versengő arab törzseket.